# Corvus jamaicensis
Corvus jamaicensis е вид птица от семейство Вранови (Corvidae). Видът е незастрашен от изчезване.

## Разпространение
Разпространен е в Ямайка.